# واله اورلیا (متروی رم)
واله اورلیا (ایتالیایی: Valle Aurelia) یک ایستگاه زیرزمینی در خط آ در متروی رم است که در سال ۱۹۹۹ تأسیس شد و بین خیابان‌های آنجلو امو و بالدو دلی اوبالدی قرار دارد.

## خدمات
این ایستگاه دارای خدمات زیر است:
- ۱۲۶ جایگاه پارکینگ
- دسترسی برای معلولین
- آسانسور
- پله برقی